# Liste der Bayerischen Staatsminister für Arbeit
Dies ist eine Liste der bayerischen Staatsminister für Arbeit.

## Arbeitsminister Freistaat Bayern
| Name                  | Amtsantritt                                                                           | Kabinett                                          | Partei |
| --------------------- | ------------------------------------------------------------------------------------- | ------------------------------------------------- | ------ |
| Albert Roßhaupter     | 28. Mai 1945 28. September 1945 21. Dezember 1946                                     | Schäffer Hoegner I Ehard I                        | SPD    |
| Heinrich Krehle       | 20. September 1947                                                                    | Ehard II                                          | CSU    |
| Richard Oechsle       | 18. Dezember 1950                                                                     | Ehard III                                         | SPD    |
| Walter Stain          | 14. Dezember 1954 16. Oktober 1957 9. Dezember 1958 26. Januar 1960                   | Hoegner II Seidel I Seidel II Ehard IV            | GB/BHE |
| Paul Strenkert        | 11. Dezember 1962                                                                     | Goppel I                                          | CSU    |
| Fritz Pirkl           | 5. Dezember 1966 8. Dezember 1970 12. November 1974 7. November 1978 27. Oktober 1982 | Goppel II Goppel III Goppel IV Strauß I Strauß II | CSU    |
| Franz Neubauer        | 17. Juli 1984                                                                         | Strauß II                                         | CSU    |
| Karl Hillermeier      | 30. Oktober 1986                                                                      | Strauß III                                        | CSU    |
| Gebhard Glück         | 14. Juni 1988 19. Oktober 1988 30. Oktober 1990 17. Juni 1993                         | Strauß III Streibl I Stoiber II                   | CSU    |
| Barbara Stamm         | 27. Oktober 1994 6. Oktober 1998                                                      | Stoiber II Stoiber III                            | CSU    |
| Christa Stewens       | 14. Oktober 2003 16. Oktober 2007                                                     | Stoiber IV Beckstein                              | CSU    |
| Christine Haderthauer | 30. Oktober 2008                                                                      | Seehofer I                                        | CSU    |
| Emilia Müller         | 10. Oktober 2013                                                                      | Seehofer II                                       | CSU    |
| Kerstin Schreyer      | 21. März 2018 12. November 2018                                                       | Söder I Söder II                                  | CSU    |
| Carolina Trautner     | 2. Februar 2020                                                                       | Söder II                                          | CSU    |
| Ulrike Scharf         | 23. Februar 2022 8. November 2023                                                     | Söder II Söder III                                | CSU    |